# 泰雅遠環蚓
泰雅遠環蚓（学名：Amynthas tayalis）为巨蚓科遠環蚓屬下的一个种。